# Rebecca (romance)
Rebecca, a mulher inesquecível, é o romance de maior repercussão da escritora britânica Daphne Du Maurier. Escrito em 1938, logo tornou-se sucesso de crítica ao retratar a história de uma mulher que se casa com um viúvo muito rico e rude, e passa a viver na mansão onde um dia reinou absoluta Rebecca, a primeira mulher de Max the Winter, que era adorada por todos. 
O diretor Alfred Hitchcock trouxe o livro às telas do cinema, estrelado pelos atores Laurence Olivier e Joan Fontaine, que lhe rendeu o Oscar de Melhor Filme no ano de 1940. O romance ganhou nova adaptação em 2020, dirigido por Ben Wheatley para a Netflix.

## Sinopse
Enquanto trabalhava como companheira de uma rica americana de férias em Monte Carlo,  uma jovem ingênua de 20 e poucos anos, conhece um rico inglês, Maxim de Winter, um viúvo de 42 anos. Após quinze dias de namoro, ela concorda em se casar com ele e, após o casamento e a lua de mel, o acompanha até sua mansão na Cornualha.  
O clima de mistério sobre a vida e a morte de Rebecca atiça a curiosidade da segunda esposa de Mr. de Winter, que se sente dia após dia oprimida pela dúvida do amor imortal do marido pela falecida esposa.

## Personagens

### Principais
- Segunda Sra. de Winter: Uma mulher tímida, ingênua, de classe média de vinte e poucos anos, que gosta de desenhar. Nem o primeiro nome nem o nome de solteira do narrador são revelados. Ela assina seu nome como "Sra. M. de Winter", usando a inicial de Maxim. Enquanto a corteja, Maxim a elogia por seu "nome adorável e incomum". Apesar de sua timidez, ela amadurece gradualmente ao longo do romance, recusando-se a ser uma vítima da influência fantasmagórica de Rebecca.
- Maximilian "Maxim" de Winter: O proprietário reservado e sem emoção. Ele se casa com sua nova esposa após um breve namoro, mas demonstra pouco afeto por ela após o casamento. Emocionalmente marcado por seu casamento traumático com Rebecca, sua distância em relação a sua nova esposa a faz temer que ele se arrependa de seu casamento com ela e ainda é assombrado pela morte de Rebecca. Na adaptação para o cinema de 1940, seu nome completo é George Fortescue Maximilian de Winter .
- Sra. Danvers: A governanta fria e arrogante. Danvers foi empregada doméstica da família de Rebecca quando ela era criança e mora com ela há anos. Ela era obcecada com a saúde de Rebecca e zela pela preservação da memória da patroa morta. Ela se ressente da nova Sra. de Winter, convencida de que ela está tentando "tomar o lugar de Rebecca".
- Rebecca de Winter : A personagem-título não vista e falecida, que está morta há menos de um ano. Uma beldade famosa e, aparentemente, uma esposa devotada e anfitriã perfeita, Rebecca era na verdade infiel a seu marido Maxim. Sua presença persistente oprime os visitantes, a empregadagem e a nova Sra. De Winter. Através do diálogo, aos poucos é revelado que Rebecca possuía os sinais de um psicopata: mentira habitual, charme superficial, manipulação experiente, sem consciência e sem remorso.

### Secundários
- Frank Crawley: O trabalhador e zeloso agente. Diz-se que ele é o conselheiro de confiança e confidente fiel de Maxim. Ele logo se torna um bom amigo da segunda Sra. de Winter.
- Beatrice Lacy (anteriormente de Winter): a irmã obstinada e perspicaz de Maxim, que desenvolve uma afeição imediata pela nova Sra. De Winter. Antes do romance, ela se casou com Giles Lacy. Ela, junto com seu irmão, é uma das poucas pessoas que conhecia a natureza verdadeira e vil de Rebecca, e foi uma de suas vítimas: o marido de Beatrice foi seduzido por ela.
- Giles Lacy: O marido ligeiramente lento de Beatrice e cunhado de Maxim. Ele foi um dos muitos homens que se apaixonaram pelos encantos de Rebecca.
- Frith: O gentil e dedicado mordomo. Ele havia trabalhado para os De Winters quando o falecido pai de Maxim era um menino.

- Robert: Um lacaio.
- Sra. Van Hopper: empregadora da Segunda Sra. De Winter.
- Clarice: camareira fiel e confiável da Sra. de Winter.
- Jack Favell: O astuto primo-irmão da falecida Rebecca de Winter e seu amante mais frequente. Ele e Rebecca cresceram juntos, e ele compartilha muitos de seus piores traços, sugerindo que a insanidade é comum em sua família.
- Coronel Julyan: O investigador do inquérito sobre a verdadeira causa da morte prematura de Rebecca.
- Dr. Baker: Um médico especializado em oncologia.

## Alegações de plágio
O livro Rebecca foi alvo de especulações sobre o fato de ser muito parecido com o livro da escritora brasileira Carolina Nabuco "A Sucessora", escrito quatro anos antes. Imediatamente após um artigo de 1941 na The New York Times Book Review destacando as muitas semelhanças dos dois romances, du Maurier emitiu uma réplica em uma carta ao editor. De acordo com a autobiografia de Nabuco, Oito Décadas, ela (Nabuco) se recusou a assinar um acordo trazido a ela por um representante da United Artists no qual ela admitiria que as semelhanças entre seu livro e o filme eram mera coincidência. Alguns autores apontam ainda que o livro de Nabuco contém semelhanças com o romance Encarnação, escrito por José de Alencar e publicado postumamente em 1873.